# بلعما (الأردن)
بلعما قرية في الأردن تتبع لواء بلعما في محافظة المفرق، بلغ عدد سكانها 15642 نسمة حسب إحصاء 2015.